# Northern Lights (projet industriel)
Pour les articles homonymes, voir Northern Lights.
Northern Lights  (« aurore boréale » en anglais) est un projet pilote de séquestration géologique du dioxyde de carbone situé en Norvège lancé par les compagnies énergétiques Equinor, Shell et Total, qui consiste à stocker des millions de tonnes de CO2 sous la mer du Nord à partir de 2024. Ce projet est validé en décembre 2020 par le gouvernement norvégien, qui prend en charge la majorité du coût de démarrage du projet.
Dans la municipalité insulaire d'Øygarden, au large de Bergen, un terminal (60° 33′ 14″ N, 4° 53′ 01″ E) prévoit d’emprisonner à partir de 2024 environ 1,5 million de tonnes de CO2 par an pour le compte de l’industrie européenne. La capacité maximum de Northern Lights sera de 5 millions de tonnes de CO2 enfouies par an. Celui-ci sera transporté par bateau sous forme liquiéfiée, puis transitera par des gazoducs pour être envoyé à 2 500 mètres sous la mer du Nord dans des puits en cours de forage. Les trois compagnies énergétiques qui portent ce projet industriel ont investi près de 760 millions de dollars dans cette infrastructure.
En août 2022, un premier accord commercial avait été signé entre Northern Lights et Yara Sluiskil, une usine d'ammoniac et d'engrais située aux Pays-Bas pour le transport et la séquestration du CO2 émis par cette usine. Ce dernier sera, à partir de 2025, captées, comprimées et liquéfiées aux Pays-Bas (800 000 tonnes par an) avant d'être envoyé sur le site d’enfouissement norvégien. L'aciérie d’ArcelorMittal située à Dunkerque, s'est également montrée intéressée pour s'associer au projet Northern Lights.
En mars 2023, la revue en ligne Mer et Marine annonce que la construction des transporteurs de CO2 liquide pour le projet de Northern Lights a démarré dans le chantier naval de Dalian en Chine. En juin, General Electric annonce que la division Gas Power a signé un protocole d'accord avec Northern Lights, devant permettre l'accélération et le développement de solutions de capture et de stockage du carbone appliqués aux centrales électriques alimentées par des turbines à gaz GE.
Le projet Northern Lights est inauguré le 26 septembre 2024 à Øygarden, tandis que les premières livraisons par bateau sont prévues l'année suivante.